# Камбарська нафтобаза
Камба́рська нафтоба́за (рос. Камбарская нефтебаза) — нафтоперегінне підприємство, розташоване в селі Камське Камбарського району (Удмуртія, Росія). Підприємство є підрозділом компанії «Удмуртнафтопродукт» і є найбільшим логістичним центром в усьому Уральському регіоні. Її потужність вимірюється в 1,5 млн тонн нафтопродуктів за рік. Обсяги реалізації становлять до 40 млрд рублів за рік.
Історія підприємства почалась 1930 року, а 1931 року вже була збудована перша черга резервуарного парку. Згідно з проектом, нафтобаза мала бути великим перевалочним пунктом нафтопродуктів. При будівництві були використані найсучасніші на той час технології. До Камбарської нафтобази заходять 2 нафтопроводи — з Пермі та Башкирських НПЗ, в тому числі з Салавата. Можлива також прокачка нафтопродуктів з Омського НПЗ.
База використовує резервуарний парк потужністю 127 тис. тонн, що дає змогу ефективно розподіляти нафтопродукти, які надходять сюди з Башкортостану та Пермі. Нафтопродукти можуть відвантажуватись автомобільним, залізничним та річковим транспортом. Інфраструктура підприємства забезпечує одночасний налив 62 залізничних цистерн, а також бункерування танкерів типу «Волгонафта», «Нафторудовоз», «Ленанафта», «ТМ-600» та «ТМ-100». Технічне переоснащення останніх років зумовило збільшення обсягів перевалки нафтопродуктів. За останні роки збудовано 3 резервуари загальним об'ємом 30 тис. м³, зведена автоналивна естакада, замінено понад 3 км ЛЕП потужністю 10 кВт, встановлено спеціальний комплекс з вагування продукції, що відвантажується в залізничні цистерни, та спеціалізований модуль з обліку нафтопродуктів.